# هوگو ووگل (بازیکن فوتبال)
هوگو ووگل (انگلیسی: Hugo Vogel؛ زادهٔ تاریخ ورودی نامعتبر است) بازیکن فوتبال اهل فرانسه است.
وی همچنین در تیم‌های ملی فوتبال France national under-16 football team و زیر ۱۸ سال فرانسه بازی کرده‌است.